# Cosmic Thing
Albums de The B-52's
Bouncing off the Satellites
(1986) The Best of the B-52's: Dance This Mess Around
(1990)
Singles
1. Channel Z
Sortie : 9 mars 1989
2. Love Shack
Sortie : 16 juin 1989
3. Roam
Sortie : 4 décembre 1989
4. Deadbeat Club
Sortie : 15 décembre 1989

Cosmic Thing est le cinquième album studio des B-52's, sorti le 27 juin 1989.
L'album s'est classé 4e au Billboard 200 et a été certifié quadruple disque de platine par la Recording Industry Association of America (RIAA) le 16 mars 2000.

## Liste des titres
Toutes les chansons sont écrites et composées par les B-52's, sauf mention contraire.
| No  | Titre             | Auteur                     | Durée |
| --- | ----------------- | -------------------------- | ----- |
| 1.  | Cosmic Thing      |                            | 3:50  |
| 2.  | Dry County        |                            | 4:54  |
| 3.  | Deadbeat Club     |                            | 4:45  |
| 4.  | Love Shack        |                            | 5:21  |
| 5.  | Junebug           |                            | 5:04  |
| 6.  | Roam              | The B-52's, Robert Waldrop | 4:54  |
| 7.  | Bushfire          |                            | 4:58  |
| 8.  | Channel Z         |                            | 4:49  |
| 9.  | Topaz             |                            | 4:20  |
| 10. | Follow Your Bliss |                            | 4:08  |

## Personnel

### Musiciens
- Fred Schneider : chant, chœurs, percussions
- Cindy Wilson : chant
- Kate Pierson : chant, chœurs, claviers
- Keith Strickland : chant, chœurs, guitare, claviers

### Musiciens additionnels
- Nile Rodgers : guitare
- Sara Lee : basse, claviers, chœurs
- Richard Hilton : claviers
- Tommy Mandel : claviers
- Philippe Saisse : claviers
- Carl Beatty : cuivres
- Chris Cioe : cuivres
- Bob Funk : cuivres
- Arno Hecht : cuivres
- Paul Literal : cuivres
- Leroy Clouden : batterie
- Charley Drayton : batterie
- Sonny Emory : batterie
- Steve Ferrone : batterie